# Mazières-Naresse
Mazières-Naresse – miejscowość i gmina we Francji, w regionie Nowa Akwitania, w departamencie Lot i Garonna.
Według danych na rok 1990 gminę zamieszkiwało 141 osób, a gęstość zaludnienia wynosiła 16 osób/km² (wśród 2290 gmin Akwitanii Mazières-Naresse plasuje się na 1035. miejscu pod względem liczby ludności, natomiast pod względem powierzchni na miejscu 1148.).